# Bell X-2
Bell X-2 bylo americké experimentální letadlo s raketovým pohonem určené pro výzkum letových vlastností v oblasti rychlostí Mach 2 až 3. Letoun byl postaven společností Bell Aircraft pro americké letectvo. NACA s letounem X-2 nikdy neletěla, ale podílela se na programu  především testy, které probíhaly v aerodynamickém tunelu ve výzkumném centru Langley Memorial Aeronautical Laboratory. Celkem byly vyrobeny dva letouny. Uskutečnily 20 letů (7 klouzavých, 13 motorových). Oba byly během zkoušek zničeny při nehodách. Dostaly přezdívku „Starbuster“.

## Zrod projektu

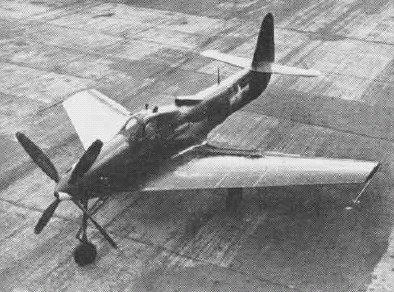
Šípové křídlo pro program X-2 bylo testováno na experimentálním letounu Bell L-39-2

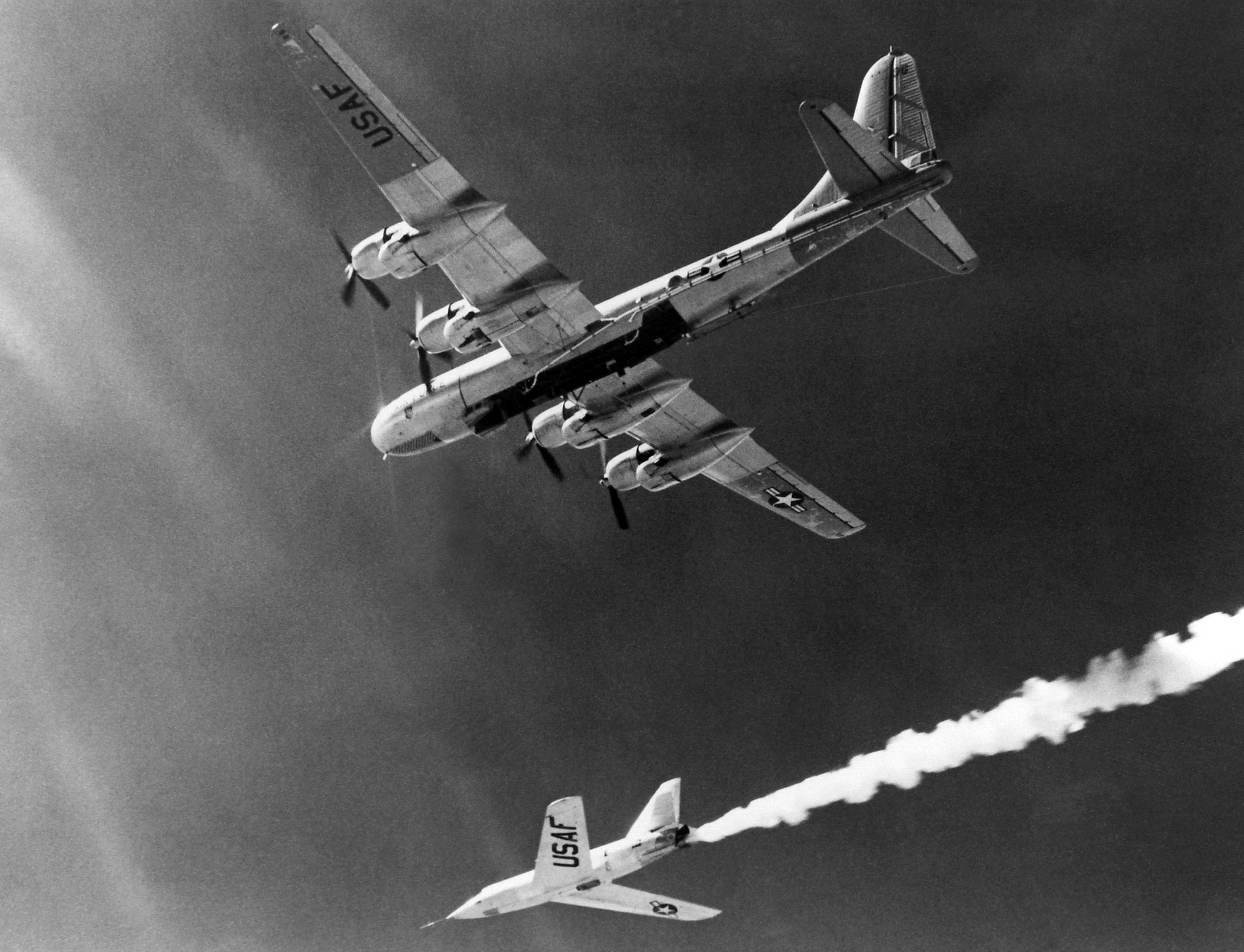
Vypuštění X-2 (46-674) z mateřského letounu B-50

Po zdárném překonání rychlosti zvuku letounem Bell X-1, se zdálo, že konstruktérům nestojí prakticky nic v cestě. Stačí jen letouny průběžně osazovat stále silnějšími motory, které budou letoun hnát stále vyšší rychlostí. Opak byl však pravdou. Samotný letoun X-1 byl navržen především s použitím znalostí z rychlých letounů druhé světové války a jeho design a konstrukce působily už od počátků obrovské problémy a jeho samotná pilotáž byla skoro na hranici lidských možností. Inženýři už v období druhé světové války pozorovali znepokojující jev – okolo rychlosti 800 km/h a v některých případech ještě menších, se dostavují problémy ve formě kmitání, letoun začne „padat na nos“, přičemž vodorovné ocasní plochy se stávají téměř neúčinnými. Kmitání se při vzrůstající rychlosti dále zvyšuje, až naruší integritu samotného stroje, který se za letu rozpadá. Tyto problémy, které měly na svědomí životy mnoha pilotů, dávaly prostor ke spekulacím, zda je vůbec možné rychlost zvuku překonat. Až poválečný výzkum oblasti vysokých rychlostí, za přispění ukořistěných dat z výzkumů německých konstrukčních kanceláří přinesl závěry, podle nichž se řídí konstruktéři nadzvukových strojů dodnes. Zvyšování rychlosti letounu nelze docílit pouze velmi silným motorem, ale v zájmu ovladatelnosti je třeba hledat i vhodné aerodynamické řešení konstrukce letounu jako celku.
Ovladatelnost a stabilita letadla, letícího supersonickou rychlostí, byla pouze jedním z hlavních problémů. Při rychlostech přibližujících se Mach 3, se také začala projevovat tzv. „tepelná bariéra“, tedy nadměrné ohřívání draku letounu způsobené třením vzduchu. Za těchto podmínek se dále nedají používat běžné slitiny hliníku, jak bylo do té doby pro konstrukci letadel zvykem. K ověření vymodelovaných teorií a nalezení schůdných řešení, byl zadán projekt X-2, čili letounu dosahujícího rychlostí Mach 3 a více.

## Testování

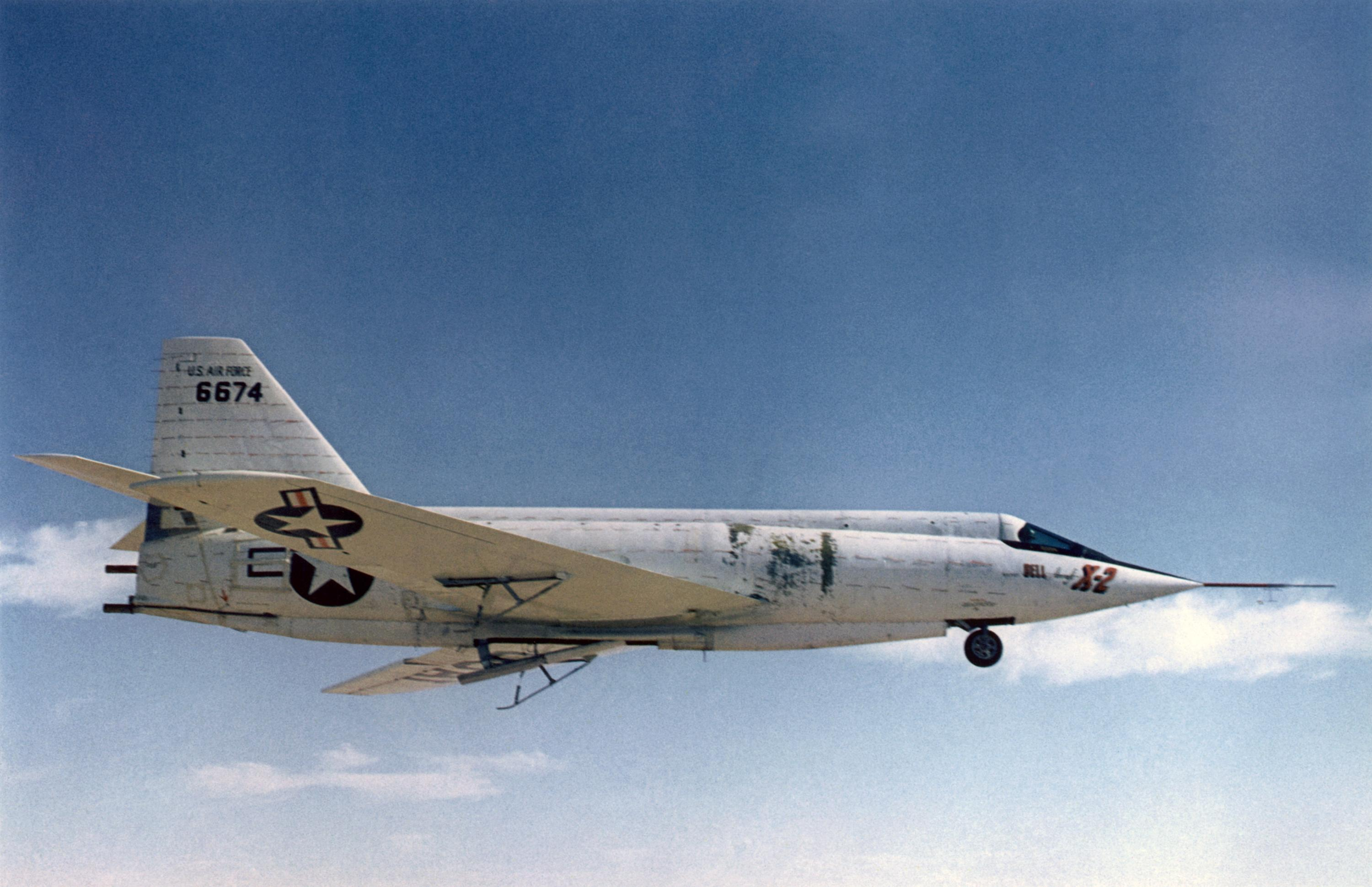
Bell X-2 (46-674)

Konstrukční kancelář Bell přišla s letounem vyrobeným z oceli a nikl-měděných slitin, šípovým křídlem a poháněným dvoukomorovým raketovým motorem XLR 25 o tahu 11 až 67 kN.
Dne 27. června 1952 zkušební šéfpilot společnosti Bell Jean „Skip“ Ziegler uskutečnil první zkušební let programu X-2. Bezmotorový klouzavý let uskutečnil s letounem X-2 (sériové číslo 46-675), který byl vypuštěn z modifikovaného bombardéru B-50A Superfortress (sériové číslo 46-011) nad Edwardsovou leteckou základnou. Při přistání se zhroutila přední podvozková noha letounu, který byl lehce poškozen.
Dne 12. května 1953 mateřský letoun Boeing B-50A Superfortress (sériové číslo 46-011) stoupal s podvěšeným letounem X-2 (46-675) k provedení zkušebního letu v oblasti jezera Ontario. Když „Skip“ Ziegler v pumovnici kontroloval systém doplňování kapalného kyslíku, který kompenzoval jeho odpařování z nádrží experimentálního letounu, došlo k explozi. X-2 se utrhl a dopadl do jezera Ontario. Při nehodě zemřeli Ziegler a letecký inženýr Frank Wolko. Jejich těla ani trosky letounu nebyly nalezeny. Technik Robert F. Walters byl vážně popálen. Piloti William J. Leyshon a David Howe dokázali s těžce poškozeným bombardérem B-50A nouzově přistát na továrním letišti Bellu ve Wheatfieldu ve státě New York. Nosič již nebyl opraven.
První motorový let provedl Frank K „Pete“ Everest 18. listopadu 1955. Při svém devátém letu ke konci července 1956, vytvořil nový rychlostní rekord Mach 2,87 (3 050 km/h). X-2 splňoval to, co se od něj očekávalo, i když ne zcela dostatečně. Piloti ve vysokých rychlostech hlásili, že ovládání letounu je jen velmi málo účinné. Následující simulace a testy ve větrném tunelu, kombinované s nashromážděnými letovými daty jim daly plně za pravdu a ukazovaly, že letoun je velmi nestabilní při rychlostech blížících se Mach 3. I přes problémy s ovládáním letounu byla nashromážděná data pro NASA tak cenná, že se pokračovalo ve výzkumu i nadále, což mělo později tragické důsledky.

## Konec programu

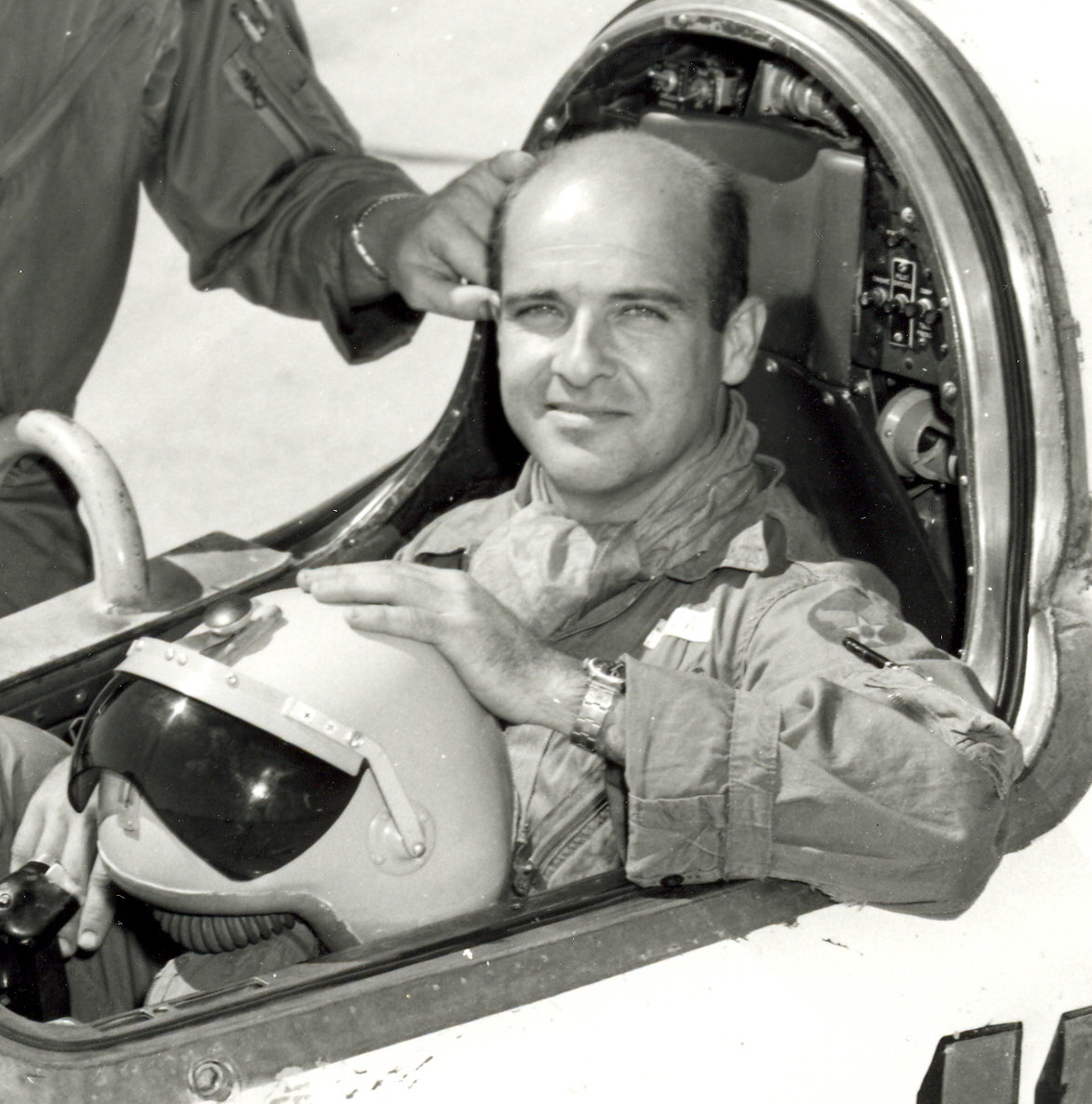
Zkušební pilot Milburn „Mel“ Apt s letounem Bell X-2. Jako první člověk letěl trojnásobkem rychlosti zvuku, ale při stejném letu zahynul.

Pro další testy byli povoláni dva mladí piloti, kapitáni Iven C. Kincheloe a Milburn G. „Mel“ Apt. Dne 7. září 1956 se Kincheloe stal vůbec prvním pilotem na světě, který vystoupal do výšky 30 500 m (100 000 stop), když dosáhl nejvyšší letové hladiny 38 466 m (126 200 stop). Jen dvacet dní nato, ráno 27. září, seděl v kokpitu letounu jeho kolega Mel Apt. Byl poučen o tom, aby sledoval optimální, předem vypočítanou letovou hladinu a také aby se vyhnul jakýmkoliv větším snahám o manévrování při rychlosti nad Mach 2,7. Po odpoutání od nosiče zaletěl naprosto precizní letovou stopu a stal se prvním mužem, který překonal Mach 3, když dosáhl rychlosti Mach 3,2 (3 370 km/h) v 19 960 metrech. Let byl do této chvíle absolutním triumfem, leč v následujících sekundách se zvrhl v tragédii, která měla pro celý program X-2 nedozírné následky. Z neznámého důvodu, krátce poté, co dosáhl maximální rychlosti, se Apt rozhodl pro obrat, i když měl letoun rychlost ještě nad Mach 3. Možná proto, že si mladý pilot neuvědomil rozdíl mezi skutečnou a vzdušnou rychlostí, možná se bál, že je příliš daleko od letiště. X-2 se zcela vymkl kontrole a naprosto neovladatelný se zřítil na zem v sérii vývrtek. Ve stínu tragédie se Národní letecký úřad rozhodl celý program ukončit.
Přestože byl celý program postižen touto tragédií, poskytl cenná data v oblasti aerodynamiky vysokých rychlostí a položil důležitý základ pro program X-15, který byl spuštěn tři roky poté.

## Specifikace (X-2)

### Technické údaje
- Osádka: 1
- Délka: 11,5 m
- Rozpětí: 9,8 m
- Výška: 3,6 m
- Prázdná hmotnost: 5600 kg
- Vzletová hmotnost: 11 300 kg
- Pohon: raketový motor Curtiss-Wright XLR25 o tahu 67 kN.

### Výkony
- Maximální rychlost: 3370 km/h
- Dostup: 38466 m